# Tian Jia
Tian Jia (chinesisch 田佳, Pinyin Tián Jiā; * 9. Februar 1981 in Peking, Volksrepublik China) ist eine ehemalige chinesische Beachvolleyballspielerin.

## Karriere
1993 begann Tian Jia ihre Karriere in der Sportschule ihrer Heimatstadt Tianjin. 1998 startete die Chinesin zum ersten Mal bei der FIVB World Tour mit Zhou Suhong (chinesisch 周苏红). Sowohl mit ihr als auch im folgenden Jahr mit Han Bo gab es für Tian als bestes Ergebnis bei drei Turnieren den 25. Platz. Mit ihrer neuen Partnerin Zhang Jingkun (chinesisch 张静坤) erreichte sie im Jahr 2000 ihre ersten Top-Ten-Platzierungen. Den neunten Platz von Berlin konnten die beiden Asiatinnen beim Turnier in ihrem Heimatland noch steigern. In Dalian wurden sie Siebte.
Anfang 2001 startete Tian Jia mit ihrer vierten Partnerin in die World Tour. Mit Wang Fei (chinesisch 王菲) gewann die Spielerin aus Peking die chinesische Meisterschaft 2001 und die Asienspiele 2002. Ihre ersten Siege bei der FIVB Tour erreichten die beiden Chinesinnen 2003 bei den Bali Open in Indonesien und den anschließenden Italian Open in Mailand. 2004 belegten Tian/Wang nur einmal einen vierten Platz und bei den Olympischen Spielen in Athen schieden sie im Achtelfinale gegen die späteren Olympiasiegerinnen Walsh / May aus. Im folgenden Jahr kamen sie jedoch zu ihrem größten gemeinsamen Erfolg. Nach der Silbermedaille in Gstaad gewannen die beiden bei den Weltmeisterschaften in Berlin die Bronzemedaille. Nach der Niederlage im Halbfinale gegen die späteren Weltmeisterinnen Kerri Walsh und Misty May-Treanor bezwangen die Asiatinnen die Kubanerinnen Dalixia Fernandez Grasset und Tamara Larrea Peraza im Spiel um den dritten Platz. Beim anschließenden Turnier in Stavanger sowie bei den Veranstaltungen in Paris und Klagenfurt erreichten Tian Jia/Wang Fei ebenfalls dritte Plätze.
2006 begann mit der Zusammenarbeit mit Wang Jie die erfolgreichste Zeit in der Karriere von Tian Jia. Zwei Siege in Warschau und Klagenfurt, zweite Plätze in Shanghai und Phuket sowie Bronzemedaillen in Modena, Gstaad, Montréal und Porto Santo bildeten die Bilanz dieses Jahres. Hinzu kam ein dritter Platz bei den Asienspielen. In die folgende Saison starteten die beiden Chinesinnen mit einem Sieg in ihrem Heimatland in Shanghai. Es folgten zweite Plätze in Sentosa, Seoul, Paris und Stavanger sowie dritte Plätze in Berlin und Marseille. Bei den Weltmeisterschaften in Gstaad verlor Tian Jia mit ihrer Partnerin wie schon 2005 gegen Walsh/May-Treanor, diesmal jedoch erst im Finale. Nach dem Gewinn der Silbermedaille erreichten die Asiatinnen im gleichen Jahr noch jeweils den dritten Platz in Norwegen und Thailand, in Finnland wurden sie Zweite und das FIVB Challenger & Satellite Turnier in Hongkong am Ende des Jahres konnten sie für sich entscheiden. 2008 belegten Tian/Wang bei drei Turnieren jeweils den Silberrang (Osaka, Berlin und Gstaad), in Moskau wurden sie Dritte. Höhepunkt und Abschluss zugleich ihrer gemeinsamen Karriere waren jedoch die Olympischen Spiele in ihrem Heimatland. In Peking erreichten die beiden Beachvolleyballerinnen das Finale, mussten sich jedoch wiederum Walsh und May-Treanor geschlagen geben und gewannen die Silbermedaille.
Zum Ende der Tour 2008 und ihrer Karriere trat Tian Jia noch einmal mit ihrer Partnerin der Jahre 2001 bis 2005 an. Mit Wang Fei erreichte sie in Sanya den dreizehnten Rang.